# Fassel Hirsch
Hirsch Bär Fassel (Boskovice, 1802. augusztus 21. – Nagykanizsa, 1883. december 27.) teológus, nagykanizsai főrabbi 1851-től haláláig.

## Életrajza
A pozsonyi jesiván Szófer Mózes tanítványa volt. A rabbidiploma megszerzése után Prossnitzban, 1836-ban Schwab Löw utóda lett. Az országos főrabbi, Trebitsch Nehemiás tiltakozott ugyan megválasztása ellen, de a kormány megerősítette Fasselt, aki a reformok terére lépett és tiszta német nyelven prédikált. Tiktin Salamon breslaui főrabbi halála után az ottani hitközség társrabbinak hívta meg Fasselt Geiger Ábrahám mellé, hogy ily módon a konzervatív elemet is megbékítse, azonban ő nem fogadta el a meghívást, ellenben országos főrabbi akart lenni Casselben, majd Nikolsburgban, de sikertelenül, mert Hirsch Sámson Rafaelt választották meg. 1851-ben elfogadta a nagykanizsai hitközség meghívását, amikor Lőw Lipót Szegedre távozott.
Az osztrák arany érdemkereszt, az osztrák, orosz és szász művészetek és tudományok nagy arany érmeinek tulajdonosa.

### Munkássága
Fassel igen sokat írt az akkori folyóiratokba: az Orient-be, Ben-Chananja-ba és Neuzeit-ba, de különösen a talmudi jogról szóló munkásságával tette magát híressé olyannyira, hogy ezt az európai tudományba ő vitte be. E tekintetben a keresztény jogtudósok sokáig Fassel könyveit használták és idézték.
Fő talmudjogi művei: 
- Mispat-Él;
- Das mosaisch rabbinische Girichvortakren in civil rechtlichen Sachen;
- Bearbeitet nach Anordnung und Einteilung der Gerichtsordnungen der Neuzeit und erläntert mit Angabe der Quellen (1852-1854)

E három munkájával tette magát Fassel világhírűvé.
Ezeken kívül következő hitszónoklatokat és etikai munkákat írta:
- Zwei gottesdienstliche Vorträge (Bécs, 1838);
- Horeb bizójun. Briefe eines jüdischen Gelehrten und Rabbiner über das Werk Horeb v. S. R. Hirsch (Lipcse, 1839);[2]
- Reis- und Hülsenfrüchte an Pesach erlaubte Speisen (Prága, 1846);[3]
- Ein Wort zur Zeit beim Dankfeste für die Errungenschaft der Freiheit (Bécs, 1848);
- Cedek-u-Mispót Jugend- und Rechtslehre, bearbeitet nach dem Principien des Talmuds und nach der Form der Philosophie (Bécs, 1848);
- Die Epidemie. Trauer- und Gedenkrede (Nagykanizsa, 1848);
- Du sollst keine andere Götter haben! Antritts-Rede. (Nagykanizsa, 1851)
- Kol-Adonój. Die zehn Worte des Bundes (1854);
- Dasz Mose ve-Iszróel. Die mosaisch-rabbinische Religionslehre, katechetisch für den Unterricht bearbeitet (1859-1863);
- Das mosaisch-rabbinische Civilrecht. Nagykanizsa, 1852–54. Két kötet;
- Die zehn Worte des Bundes erläutert in zwanzig gottesdienstlichen Vorträgen. (Nagykanizsa, 1854);
- Das mos.-rabb. Gerichtsverfahren in civilrechtlichen Sachen. (Nagykanizsa, 1858);
- Neun Derusch Vorträge, enth. das Migo, das God Ogud, das Sfeka de Dina, Ruba und Chasaka, ein einstimmiges Todesurtheil nicht vollziehbar, Betrachtungen, das Wegräumen des Chametz, die Suka und die vier Pflanzenarten, des neunte Ab und der Sabbat Nachmu, gehalten zu Gr.-Kanizsa. (Nagykanizsa, 1867);
- Divré Elohim Cháj. Neun Derusch-Vorträge (1868);
- Das mos. rabb. Strafrecht und strafrechtliche Gerichts-Verfahren, bearbeitet nach Anordnung und Eintheilung der Gesetzbücher der Neuzeit und erläutert mit Angabe der Quellen. (Nagykanizsa, 1870).

Ezeken kívül egy fiatalkori polemikus tartalmú héber kéziratát őrzi a cincinnati-i rabbiszeminárium.